# Берман-Юрин, Конон Борисович
Конон Борисович Берман-Юрин, псевдонимы Ганс Штауэр, Александр Фомич (1901 — 1936) — деятель коммунистических партий Латвии и Германии, журналист, осуждён на Первом московском процессе (процесс «Антисоветского объединенного троцкистско-зиновьевского центра»).

## Биография
Родился в еврейской семье мещан, получил незаконченное высшее образование. Был членом Коммунистической партии Латвии с 1921 по 1924. В 1923 уехал из Латвии в Веймарскую республику, не получив разрешения партии, которая выслала его как дезертира. Однако вступил в Коммунистическую партию Германии, работал в региональном управлении, занимавшемся пропагандистской и организационной работой. После прихода к власти нацистов в Германии бежал в СССР, устроился на работу журналистом, редактором-консультантом в иностранном отделе газеты «За индустриализацию». Проживал в Москве по адресу: улица Усачёва, дом 29, корпус 7, квартира 366.
Арестован НКВД 21 мая 1936. 24 августа того же года приговорён ВКВС СССР по обвинению в участии в контр-революционной троцкистско-зиновьевской террористической организации к ВМН, и на следующий день расстрелян. Посмертно реабилитирован 13 июля 1988 постановлением пленума Верховного суда СССР. Захоронен на Донском кладбище, в могиле общих прахов  № 1.

Дал «признание», заявив, что встречался со Львом Троцким в Копенгагене в 1932, где они планировали убить Иосифа Сталина. Утверждал, что Троцкий проинструктировал его, что… 
«…если возможно, террористический акт должен быть осуществлён на пленуме или конгрессе Коминтерна, чтобы выстрел в Сталина прозвучал в большом собрании. Это имело бы огромные последствия, выходящие далеко за рамки границы Советского Союза и вызвало бы массовое движение во всем мире. Это имело бы всемирно-историческое политическое значение.»

Фриц Давид и Берман-Юрин вели с Троцким разговоры об убийстве Сталина. Они приняли от Троцкого задание и сделали целый ряд практических шагов, чтобы это задание осуществить. Разве этого мало, чтобы они были достойны самого сурового наказания, предусмотренного нашим законом, — расстрела?— из обвинительной речи прокурора А. Я. Вышинского на Первом Московском процессе